# Universidad de Zaragoza

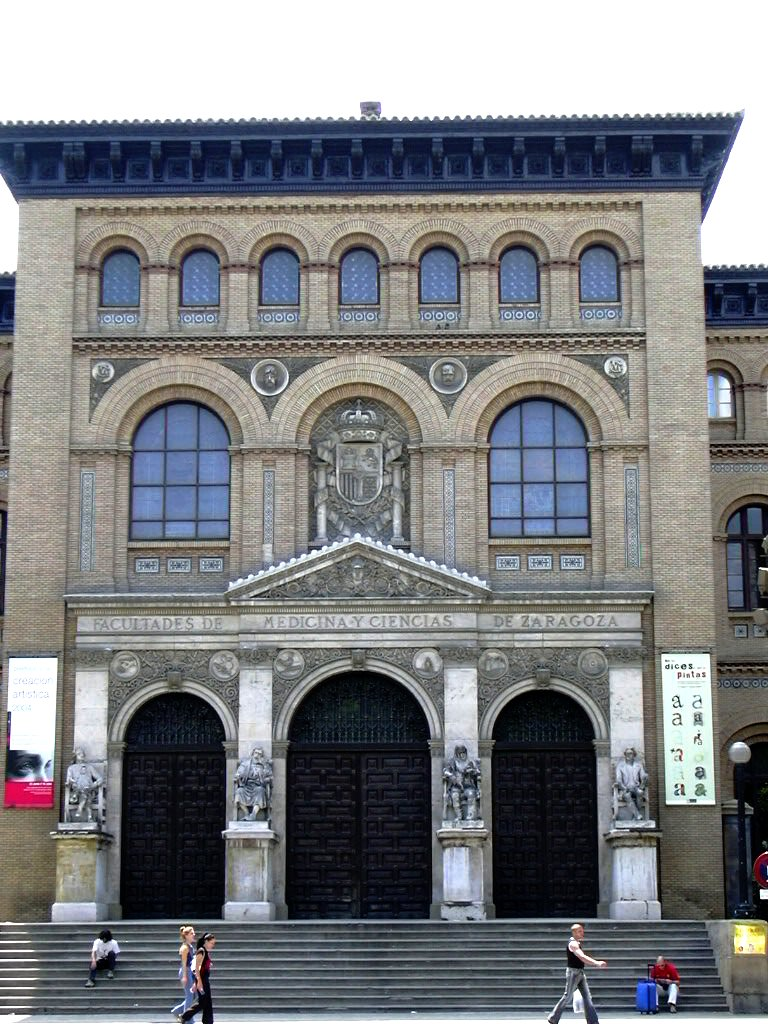
Edificio Paraninfo - Antigua Facultad de Medicina y Ciencias

La Universidad de Zaragoza es un centro de educación superior público repartido geográficamente entre los campus de Zaragoza, Huesca, Jaca, Teruel y La Almunia de Doña Godina, todos ellos en la comunidad autónoma de Aragón (España).
Fundada en 1474, reúne en 2024 a más de 30 000 estudiantes y 4000 miembros docentes  entre sus 22 centros y 74 titulaciones y estudios propios. Su actual rectora es Rosa María Bolea Bailo.

## Historia

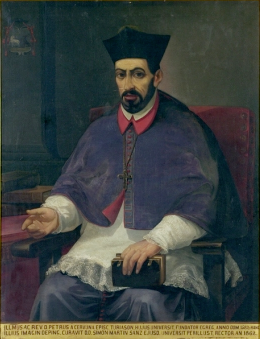
El obispo Pedro Cerbuna del Negro, fundador en 1583 de la Universidad de Zaragoza.

Los orígenes de la enseñanza superior en Aragón se remontan a la legendaria Academia fundada en Huesca por Quinto Sertorio (siglo i a. C.). En 1354 Pedro IV de Aragón funda la Universidad Sertoriana de Huesca, que desaparecerá en 1845. Paralelamente, en el siglo VII, a merced de la Iglesia y por mano del obispo Braulio, se formarían las Escuelas eclesiásticas con sede en Zaragoza. Estas evolucionarán entre los siglos xii y xiv hasta que, en 1474, se crea el llamado «Estudio general de artes» de Zaragoza. Sin embargo, y debido a la oposición encontrada, no fue hasta 1583 cuando, de la mano de su fundador, Pedro Cerbuna, se aprobaron los estatutos de la nueva Universidad de Zaragoza. 
Dedicó las rentas de la sede vacante del Arzobispado de Zaragoza a la creación de dicha Universidad, lo que permitió su apertura el 24 de mayo de 1583 (a pesar de que había sido fundada por un privilegio de Carlos I concedido en las Cortes de Monzón el 10 de septiembre de 1542).
Algunos de sus profesores ilustres han sido los matemáticos Gaspar Lax y Zoel García de Galdeano; el humanista Juan Lorenzo Palmireno; el jurista José de Sessé; el pedagogo Pedro Simón Abril; el historiador Diego de Espés; el helenista Lorente; el jurista Portolés; el canonista Ejea; el botánico Florencio Ballarín Causada;  el jurista, académico y político español Juan Moneva y Puyol, el médico Ricardo Royo Villanova; el bibliógrafo Félix Latassa; el geógrafo Antillón y Montiano, primer director de la Real Academia de la Historia; y el médico e investigador Francisco Grande Covián.
Entre sus alumnos han estado el humanista Miguel Servet; el ilustrado y político Ramón Pignatelli; el historiador Jerónimo Blancas; el naturalista, jurista e historiador Jordán de Asso; el abogado y presidente de Liga Nacional de Fútbol Profesional Javier Tebas; el arzobispo Pedro Apaolaza Ramírez; el fundador del Opus Dei, Josemaría Escrivá de Balaguer, el médico Fidel Pagés Miravé, inventor de la anestesia epidural; el matemático Julio Rey Pastor; el político y escritor cubano José Martí; Santiago Ramón y Cajal, Premio Nobel de Medicina en 1906; Manuel Azaña, presidente la II República; la bibliotecaria María Moliner, autora del famoso Diccionario de uso del español; el psicólogo José Luis Pinillos; el cantautor y político José Antonio Labordeta y el dibujante Antonio Mingote.
Durante la década 1920-1929, la Universidad de Zaragoza se abrió a nuevas realidades en el campo docente e investigador: el proceso de internacionalización, la ampliación de estudios y el aumento de alumnos; la incorporación de la mujer a las aulas; la ampliación de la universidad, dotándola de nuevos edificios como la residencia de estudiantes; y la inauguración de los cursos de verano de Jaca.

## Escuelas y facultades
La Universidad de Zaragoza tiene las siguientes escuelas y facultades:

### Zaragoza
- Facultad de Ciencias de la Salud.
- Escuela de Doctorado.
- Facultad de Ciencias.
- Facultad de Derecho.
- Facultad de Filosofía y Letras.
- Facultad de Medicina.
- Facultad de Veterinaria.
- Facultad de Educación.
- Facultad de Ciencias Sociales y del Trabajo.
- Facultad de Economía y Empresa.
- Escuela de Ingeniería y Arquitectura.

### Huesca
- Escuela Politécnica Superior.
- Facultad de Ciencias Humanas y de la Educación.
- Facultad de Empresa y Gestión Pública.
- Facultad de Ciencias de la Salud y del Deporte.

### Teruel
- Facultad de Ciencias Sociales y Humanas.
- Escuela Universitaria Politécnica.

## Centros adscritos
- EU de Enfermería de Huesca
- EU de Enfermería de Teruel
- EU Politécnica de La Almunia de Dª Godina
- EU de Turismo de Zaragoza
- Centro Universitario de la Defensa de Zaragoza

## Titulaciones
En la actualidad, la Universidad imparte 53 titulaciones de grado y un programa conjunto, además de los estudios de máster y programas de doctorado.

## Investigación
La Universidad de Zaragoza se creó con la misión de formar personal especializado, pero con el tiempo se dedicó también a la investigación.
Oficina de Transferencia de Resultados de Investigación (OTRI): Desde su creación en 1989 la Oficina de Transferencia de Resultados de Investigación (OTRI) de la Universidad de Zaragoza ha asumido las actuaciones relacionadas con las transferencia de los resultados de Investigación generados en la Universidad de Zaragoza, que abarcan desde la realización de contratos de I+D con empresas hasta la gestión de la cartera de patentes de la Universidad, sin olvidar la realización de contratos de Asesoría o la emisión de informes o peritajes o en general cualquier acción relacionada con la transferencia de la I+D generada en la Universidad de Zaragoza a la sociedad.
En los últimos años, la incorporación de Promotores Tecnológicos tanto en Zaragoza como en Huesca y en Teruel ha conseguido una Intensificación de la Transferencia de tecnología hacia las empresas a través de los contactos generados por el equipo. Además la creación de la Oficina de creación de empresas de base tecnológica (oficina de Spin-off) ha contribuido a llevar a la sociedad, resultados de Investigación por parte de los propietarios de dichos resultados y que de otro modo no habrían podido tener salida.
Más información sobre OTRI de la Unizar: OTRI de la Unizar
Cabe destacar el papel de los institutos de investigación adscritos a la Universidad:
- Instituto de Biocomputación y Física de Sistemas Complejos (BIFI)
- Centro de Investigación de Recursos y Consumos Energéticos (CIRCE)
- Instituto de Catálisis Homogénea (IUCH)
- Instituto de Investigación en Ingeniería de Aragón (I3A)
- Instituto de Nanociencia de Aragón (INA)
- Instituto Universitario de Investigación de Matemáticas y Aplicaciones (IUMA)
- Instituto en Ciencias Ambientales de Aragón (IUCA)

## Véase también

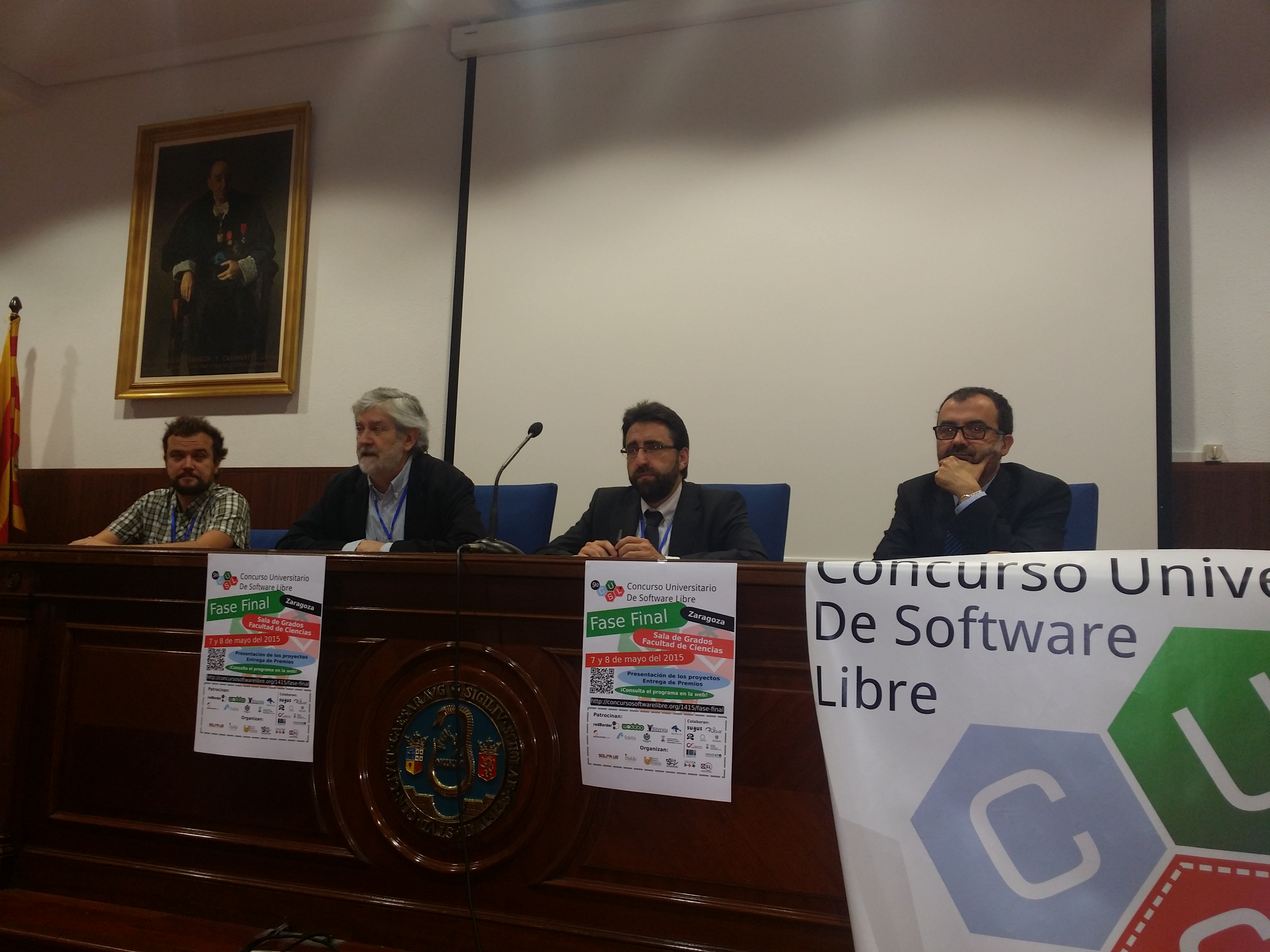
Personalidades de la Universidad en una inauguración